# A koreai háború emlékműve (London)
A koreai háború emlékműve (Korean War Memorial) egy londoni emlékmű, amelyet 2014. december 3-án lepleztek le.
Az emlékmű egy portlandi mészkő obeliszkből és az előtte álló, bronz katonaszoborból áll, talapzata walesi pala. A brit katona köpenyt visel, sisakját a kezében tartja, hátán puska. Lábánál, a szobor bronztalapzatán a következő felirat olvasható: „Hálából a szabadság és demokrácia megvédése érdekében a Koreai Köztársaságban a brit fegyveres erők  önfeláldozásért.” A szobrász Philip Jackson volt.
Az obeliszkre rávésték a Koreai-félsziget tárképét, Dél-Korea zászlóját, a koreai hegyvidék művészi ábrázolását. Szerepel még a vésetek között az Egyesült Nemzetek Szervezete címere, és egy rövid szöveg, amely arra emlékeztet, hogy a Koreai háború az első ENSZ-akció volt egy agresszív állam, Észak-Korea ellen. „Az észak-koreai invázió ellen harcoló ENSZ-erő 21 országból állt össze. Nagy-Britannia, habár kimerült és legyengült volt a második világháború után, azonnal erős haditengerészeti, szárazföldi és légierő küldésével válaszolt, és a második legnagyobb közreműködő lett az Egyesült Államok után. Távoli kötelezettségét dicsőségesen teljesítette” – áll az obeliszken (szabad magyar fordításban). A vésett szövegek emlékeztetnek arra, hogy 81 084 brit katona vett részt a számbeli fölényben lévő ellenséggel folyó összecsapásokban. Közülük 1106 meghalt, több ezer megsebesült, 1060 fogságba esett.
Az emlékmű a Koreai Köztársaság ajándéka volt, hogy így fejezze ki tiszteletét az 1950-1953 között a koreai-félszigeti harcokban résztvevő brit alakulatok előtt. Az emlékmű felállításában közreműködött a Koreai Brit Veteránok Társasága, A dél-koreai nagykövetség és a koreai veteránügyi minisztérium, az önhibájukon kívül a társadalom peremére szorult embereket képviselő The Lady R Foundation és a brit kormány.